# Castelfranco Veneto
Castelfranco Veneto – miasto i gmina we Włoszech, w regionie Wenecja Euganejska, w prowincji Treviso.
Według danych na rok 2004 gminę zamieszkiwało 31 480 osób, 629,6 os./km².

## Miasta partnerskie
- Guelph